# الجامعة الدولية لأكادير
الجامعة الدولية بأكادير هي كيان تعليمي مستقل عن الدولة إداريا وماليا ومنهجيا. تقدم تكوينا في ميادين الهندسة، وعلوم التدبير والتسيير، وكذا تخصصات القانون والتدبير الفندقي والسياحي... تعتمد النظام البيداغوجي لدول أمريكا الشمالية. وتمتد على مساحة تفوق ستة هكتارات

## تاريخ الجامعة
تأسست النواةُ الأولى للجامعة الدولية، تحت اسم "ISIAM" سنة 1989، حيث تعتبر أول مدرسة عليا للتدبير بالمغرب وإفريقيا وفي سنة 2004 أنشئت كلية الفنون التطبيقية وهي أول مدرسة هندسية بالجامعة. لتليها مدرسة للسياحة سنة 2006، وفي 2012 افتتحت مدرسة عليا للعلوم الإنسانية والتواصل SUP’HCom.
أما في سنة 2017 فقد حصلت الجامعة على اعتراف ومعادلة الدولة لدبلوماتها.

## الكليات والمدارس المكونة للجامعة
تتشكل الجامعة الدولية من عدة كليات ومدارس عليا منها:
- المعهد العالي للإعلاميات التطبيقية وإدارة الأعمال (ISIAM)، يحصل الطلاب فيه على شهادة السلك الأول بعد 3 سنوات من الدراسة، بعدها يمكنهم متابعة الدراسة بالسلك الثاني في التخصص نفسه للحصول على شهادة عليا.[6]
- المدرسة المتعددة التقنيات للمهندسين، وتضم شعب الهندسة الكهربائية والهندسة الصناعية وهندسة الإعلاميات والهندسة الميكانيكية. تمكن الطلبة من الحصول على الشهادة العليا للمهندسين في التخصصات المذكورة.[6]
- المدرسة العليا للسياحة والتكنولوجيا الفندقية، وتضم شعبة التسيير والتدبير السياحي والفندقي. تمكن الطلاب من الحصول على الدبلوم العالي في التدبير السياحي.[6]
- المدرسة العليا لعلوم التواصل Sup'Hcom بشعب التواصل الإداري وشعبة فنون الغرافيزم والإشهار وشعبة تدبير الموارد البشرية يتمكن الطالب فيها من الحصول على الدبلوم العالي.[6]
- مركز للدراسات وأبحاث الدكتوراه.[6]

## مرافق الجامعة
مكتبة تمتد على مساحة 800 متر2.
مركز معلوميات.
مركز ثقافي متعدد الاستخدامات.
مركب رياضي يضم ملعبا لكرة القدم وملاعب أخرى لكرة السلة والكرة الطائرة وكرة اليد والتنس.
مركب سكني للطلاب.
مقهى.
حوالي 40 فصلاً دراسيًا وحوالي 20 مختبرًا.
قاعة تكنولوجية بمساحة 350 متر2.
قاعة مؤتمرات بالفيديو.

## نشاطات الجامعة
- يوم 01 نونبر 2015 نظمت الجامعة، تحت إشراف الجامعة الملكية المغربية لألعاب القوى، الدورة الأولى من الجائزة الكبرى لماراثون أكادير الدولي.[9]

- في 05، 06 ماي 2016، نظمت الجامعة بشراكة مع جامعة لوران الفرنسية، الدورة الثانية من المؤتمر الدولي للمشاريع واللوجستية. وقد كان الهدف من هذا المؤتمر تنمية منظومات لوجستية، وتطوير نماذج اقتصادية للتعاون المشترك بين الدول، في ظل المنظومات الجديدة التنافسية، إضافة إلى تشجيع الابتكار وخلق استراتيجيات جديدة لدى الشركات في مجالات اللوجستيك وخلق المشاريع من أجل تنمية شاملة. وقد شارك أزيد من 60 باحثا ومختصا في المجال، من ثمان دول هي الجزائر، كندا، فرنسا، لوكسمبورغ، أستراليا، إيران، إنكلترا، تونس، إضافة إلى المغرب البلد المنظم.[10]

- من 27 إلى 29 أبريل 2019 نظمت الجامعة الدورة السادسة لمعرض 'فكرة' بمساهمة الاتحاد العام لمقاولات المغرب بجهة سوس-ماسة، وهو معرض يهدف توفير تجارب حقيقية للطلبة حاملي المشاريع تمكنهم من الاطلاع على الصعوبات التي تواجه أصحاب المقاولات، وذلك عبر توفير فضاء لتبادل الخبرات بين الطلبة حاملي المشاريع والمهنيين.[11]

- قامت الجامعة الدولية لأكادير سنة 2020 بإطلاق مبادرة مجانية للتكوين والتأطير عن بعد تهم جميع طلبة الكليات المغربية. والمبادرة عبارة عن ندوات وطنية ودولية ولقاءات عن بعد تستهدف طلبة الإجازة والماستر في جميع التخصصات. وتعتمد المبادرة التجاوب مع اسئلة الطلبة واشكالاتهم العلمية مع مواكبة إعدادهم لبحوث الإجازة ورسائل الماستر وكذلك وضع الكتب والمراجع العلمية الكفيلة بذلك رهن اشارتهم.[12][13]

## الشراكات
عقدت الجامعة الدولية عدة شراكات وتعاونات مع عدة جامعات ومعاهد دولية من ضمنها:
- كل من جامعة كيبيك في اوتاوياس وجامعة مونكتون كندا.
- جامعة لورين وجامعة ستراسبورغ بفرنسا.
- جامعة ووهان بالصين
- جورجياتيك في الولايات المتحدة الأمريكية
- جامعة بوزنان للتكنولوجيا في بولندا
- شبكة ENI الفرنسية[4]
- التعاون بين الجامعة الدولية لأكادير ومعهد لوكسمبورغ للعلوم والتكنولوجيا[3]
- اتفاقية مع جامعة ليون الفرنسية في 13 أبريل 2015.[6]
- شراكة مع الوكالة الكندية للتنمية العالمية.[6]
- شراكة مع مركز Henri Tudor بدولة اللوكسمبورغ.[6]
- تنظيم لقاء مشترك مع جامعة هال الإنجليزية في 28 أكتوبر 2016.[14]
- شراكة مع مركز A.P.A.H في 13 أبريل 2022.